# Langschlag
Langschlag är en ort och kommun  i Österrike. Den ligger i distriktet Zwettl i förbundslandet Niederösterreich, 120 kilometer nordväst om huvudstaden Wien. 
Kommunen består av 18 orter (Ortschaften) (inom parentes invånarantal 1 januari 2024):

- Bruderndorf (113)
- Bruderndorferwald (92)
- Fraberg (20)
- Kainrathschlag (93)
- Kasbach (57)
- Kehrbach (66)
- Kleinpertholz (82)
- Kogschlag (50)
- Langschlag (599)
- Langschlägerwald (145)
- Mittelberg (11)
- Mitterschlag (114)
- Münzbach (43)
- Reichenauerwald (35)
- Schmerbach (15)
- Siebenhöf (79)
- Stierberg (47)
- Streith (50)